# Rhagonycha improvisa
Rhagonycha improvisa es una especie de coleóptero de la familia Cantharidae.

## Distribución geográfica
Habita en Austria.